# Pieter Lofvers
Pieter Jochums Lofvers (gedoopt Groningen, 7 januari 1712 - Groningen, juni 1788) was een Nederlands kunstschilder en beeldhouwer.
Lofvers werd gedoopt in de Nieuwe Kerk als zoon van Jochum Peters en Hillichjen Ottens. Hij leerde het schildersvak van Jan Abel Wassenbergh. Lofvers had een eigen atelier waar hij werkte als verlakker, hij beschilderde meubilair met onder andere zeegezichten. Hem werd gevraagd delen van het kerkorgel in de Martinikerk te vergulden.
Lofvers was ook behangschilder, zijn behangfabriek -waarvoor hij in 1738 octrooi kreeg- was een van de oudste van de stad. Zijn zoon Hendrik Lofvers zette de zaak van zijn vader voort. Werk van Lofvers is onder meer te vinden in de collectie van het Groninger Museum.

## Enkele werken

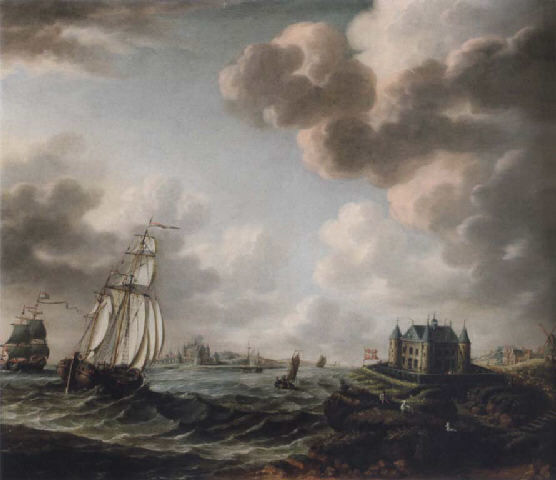
Kasteel Kronborg aan de Sont (1766)
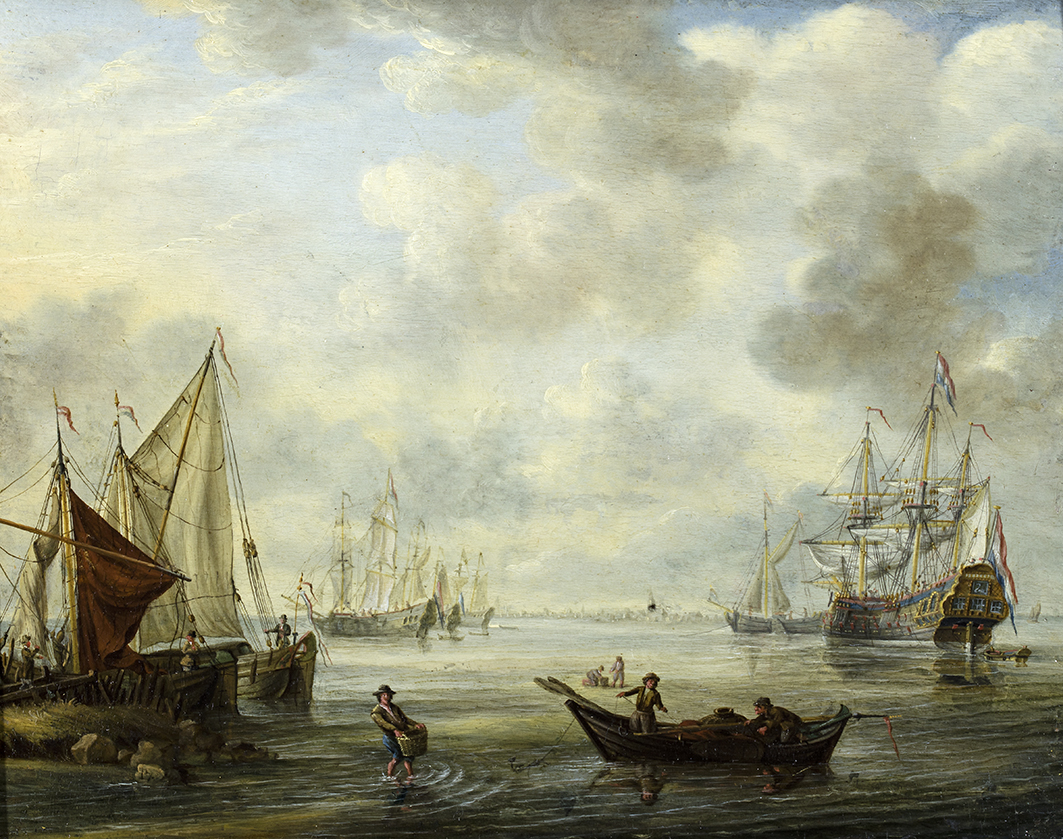
Riviergezicht met schepen